# Józef Chrystian Zoll

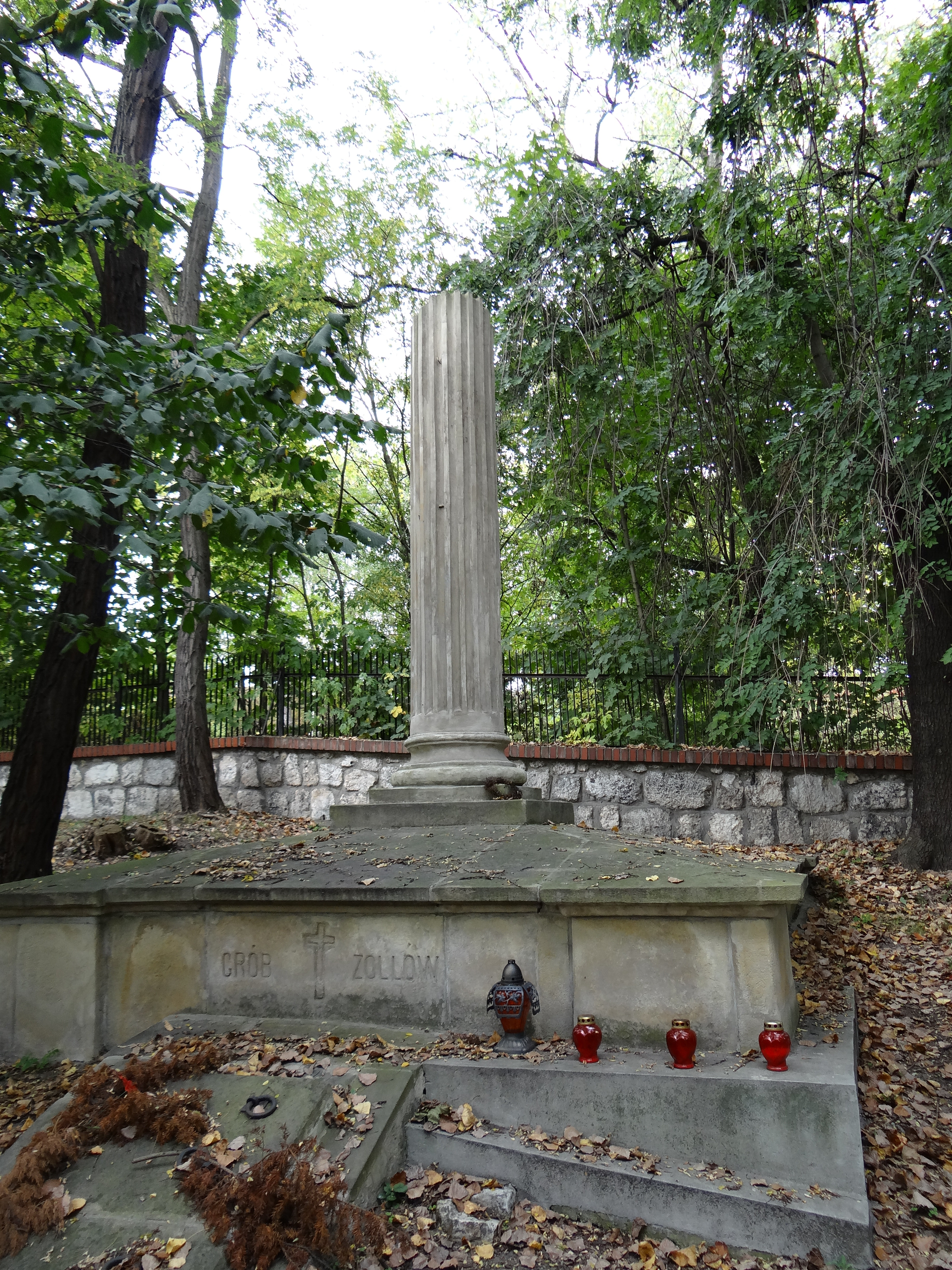
Grobowiec Zollów

Józef Chrystian Zoll (niem. Joseph Christian Zoll; ur. 16 marca 1803 w Novych Košariskách, zm. 24 kwietnia 1872 w Podgórzu) – austriacki urzędnik, radca rachunkowy, nauczyciel budownictwa w Szkole Inżynierskiej w Krakowie, w latach 1855–1867 burmistrz Podgórza.

## Życiorys
Urodził się 16 marca 1803 w Novych Košariskách koło Bratysławy. Był synem Fryderyka Wilhelma Zolla (1762–1834) urzędnika salinarnego w Wieliczce i Anny Marii z domu Wenes. Początkowo pracował w salinach wielickich i bocheńskich. Na początku lat 30. XIX wieku przeniósł się z Bochni do Myślenic, w 1841 do Wieliczki, a następnie do Podgórza. W 1848 został komisarzem podgórskiej placówki w dyrekcji budownictwa dróg. Od 1853 pracował tam jako inżynier-asystent, a niedługo później otrzymał awans na rewidenta w kancelarii dyrekcji i naczelnika wydziału rachunkowości technicznej. Jednocześnie pracował jako nauczyciel budownictwa w szkole inżynierskiej. W 1855 został powołany na pierwszego, po 8-letniej przerwie spowodowanej stanem oblężenia, burmistrza Podgórza. Funkcję tę pełnił do pierwszych wyborów samorządowych w 1867, w których uzyskał mandat radnego. W 1868 przeszedł na emeryturę. Zmarł 24 kwietnia 1872. Pochowany został na starym cmentarzu Podgórskim.

## Życie prywatne
13 lutego 1826 w kościele Narodzenia Najświętszej Maryi Panny w Myślenicach poślubił Katarzyną Wątorską (1806–1864), córkę Walentego Wątorskiego, pierwszego honorowego asesora i tymczasowego kasjera miejskiego myślenickiego magistratu. Małżeństwo miało pięcioro dzieci:
- Karolinę (1830–), żonę Karola Rescha i teściową Franciszka Maryewskiego;
- Fryderyka (starszego) (1834–1917), profesora prawa Uniwersytetu Jagiellońskiego;
- Zygmunta (1842–1902), adwokata, męża Jadwigi Josephy;
- Annę (1842–1935), żonę urzędnika Jana Reinera;
- Ludwika (1845–1863), powstańca styczniowego.

Był dziadkiem Fryderyka (1865–1948), Józefa (1867-1908) i Antoniego (1870–1941), prapradziadkiem Marii (1928–2016) i Andrzeja (ur. 1942), praprapradziadkiem Fryderyka (ur. 1970).